# آی شیمیزو
آی شیمیزو (انگلیسی: Ai Shimizu؛ زادهٔ ۲۶ مارس ۱۹۸۱) صداپیشه، کشتی‌گیر کشتی حرفه‌ای، خواننده، و بازیگر اهل ژاپن است.